# Pływanie synchroniczne na Mistrzostwach Świata w Pływaniu 2017
Zawody w pływaniu synchronicznym na 17. Mistrzostwach Świata w Pływaniu odbyły się w dniach 14–22 lipca 2017 r. w Parku Miejskim Városliget.

## Harmonogram
Zostało rozegranych 9 konkurencji.
| Data     | Godzina | Konkurencja                             |
| -------- | ------- | --------------------------------------- |
| 14 lipca | 11:00   | Solo technicznie – eliminacje           |
| 14 lipca | 16:00   | Duety technicznie – eliminacje          |
| 15 lipca | 11:00   | Solo technicznie – finał                |
| 15 lipca | 19:00   | Duety mieszane technicznie – eliminacje |
| 16 lipca | 11:00   | Duety technicznie – finał               |
| 16 lipca | 19:00   | Zespół technicznie – eliminacje         |
| 17 lipca | 11:00   | Duety mieszane technicznie – finał      |
| 17 lipca | 19:00   | Solo dowolnie – eliminacje              |
| 18 lipca | 11:00   | Zespół technicznie – finał              |
| 18 lipca | 19:00   | Duety dowolnie – eliminacje             |
| 19 lipca | 11:00   | Solo dowolnie – finał                   |
| 19 lipca | 19:00   | Zespół dowolnie – eliminacje            |
| 20 lipca | 11:00   | Duety dowolnie – finał                  |
| 20 lipca | 19:00   | Kombinacja dowolnie – eliminacje        |
| 21 lipca | 11:00   | Zespół dowolnie – finał                 |
| 21 lipca | 19:00   | Duety mieszane dowolnie – eliminacje    |
| 22 lipca | 11:00   | Kombinacja dowolnie – finał             |
| 22 lipca | 19:00   | Duety mieszane dowolnie – finał         |

## Medaliści
| Konkurencja                            | Złoto | Złoto   | Srebro | Srebro  | Brąz | Brąz    |
| Konkurencja                            | Zawodniczka / Zawodnik | Wynik   | Zawodniczka / Zawodnik | Wynik   | Zawodniczka / Zawodnik | Wynik   |
| Solo technicznie (szczegóły)           | Swietłana Kolesniczenko · Rosja | 95,2036 | Ona Carbonell · Hiszpania | 93,6534 | Anna Wołoszyna · Ukraina | 91,9992 |
| Solo dowolnie (szczegóły)              | Swietłana Kolesniczenko · Rosja | 96,1333 | Ona Carbonell · Hiszpania | 95,0333 | Anna Wołoszyna · Ukraina | 93,3000 |
| Duety technicznie (szczegóły)          | Rosja · Swietłana Kolesniczenko · Aleksandra Packiewicz | 95,0515 | Chiny · Jiang Tingting · Jiang Wenwen | 94,0775 | Ukraina · Anna Wołoszyna · Jełyzaweta Jachno | 92,6482 |
| Duety dowolnie (szczegóły)             | Rosja · Swietłana Kolesniczenko · Aleksandra Packiewicz | 97,0000 | Chiny · Jiang Tingting · Jiang Wenwen | 95,3000 | Ukraina · Anna Wołoszyna · Jełyzaweta Jachno | 93,2667 |
| Zespół technicznie (szczegóły)         | Rosja · Anastasija Bajandina · Darja Bajandina · Włada Czigiriowa · Marina Goladkina · Wieronika Kalinina · Polina Komar · Marija Szuroczkina · Darina Walitowa | 96,0109 | Chiny · Feng Yu · Guo Li · Liang Xinping · Tang Mengni · Wang Liuyi · Wang Qianyi · Xiao Yanning · Yin Chengxin                                                                                                  | 94,2165 | Japonia · Sakiko Akutsu · Juka Fukumura · Yukiko Inui · Minami Kono · Kei Marumo · Kanami Nakamaki · Mai Nakamura · Kano Omata                                               | 93,1590 |
| Zespół dowolnie (szczegóły)            | Rosja · Anastasija Bajandina · Darja Bajandina · Włada Czigiriowa · Marina Goladkina · Wieronika Kalinina · Polina Komar · Marija Szuroczkina · Darina Walitowa | 97,3000 | Chiny · Feng Yu · Guo Li · Liang Xinping · Tang Mengni · Chang Hao · Yu Lele · Xiao Yanning · Yin Chengxin | 95,2333 | Ukraina · Maryna Ałeksijiwa · Władysława Ałeksijiwa · Wałerija Aprelejewa · Jełyzaweta Jachno · Ołeksandra Kaszuba · Anastasija Sawczuk · Ksenija Sydorenko · Anna Wołoszyna | 93,9333 |
| Kombinacja dowolnie (szczegóły)        | Chiny · Chang Hao · Feng Yu · Guo Li · Liang Xinping · Tang Mengni · Wang Liuyi · Wang Qianyi · Xiao Yanning · Yin Chengxin · Yu Lele                           | 96,1000 | Ukraina · Maryna Ałeksijiwa · Władysława Ałeksijiwa · Wałerija Aprelejewa · Jełyzaweta Jachno · Ołeksandra Kaszuba · Jana Narieżna · Anastasija Sawczuk · Alina Szynkarenko · Ksenija Sydorenko · Anna Wołoszyna | 94,0000 | Japonia · Sakiko Akutsu · Juka Fukumura · Yukiko Inui · Minami Kono · Kei Marumo · Kanami Nakamaki · Mai Nakamura · Kano Omata · Yuriko Osawa · Asuka Tasaki                 | 93,2000 |
| Duety mieszane dowolnie (szczegóły)    | Rosja · Michaeła Kałancza · Aleksandr Malcew | 92,6000 | Włochy · Mariangela Perrupato · Giorgio Minisini | 91,1000 | Stany Zjednoczone · Kanako Kitao Spendlove · Bill May | 88,7667 |
| Duety mieszane technicznie (szczegóły) | Włochy · Manila Flamini · Giorgio Minisini | 90,2979 | Rosja · Michaeła Kałancza · Aleksandr Malcew | 90,2639 | Stany Zjednoczone · Kanako Kitao Spendlove · Bill May | 87,6682 |

## Klasyfikacja medalowa
| Miejsce | Państwo           | Złoto | Srebro | Brąz | Razem |
| ------- | ----------------- | ----- | ------ | ---- | ----- |
| 1.      | Rosja             | 7     | 1      | 0    | 8     |
| 2.      | Chiny             | 1     | 4      | 0    | 5     |
| 3.      | Włochy            | 1     | 1      | 0    | 2     |
| 4.      | Hiszpania         | 0     | 2      | 0    | 2     |
| 5.      | Ukraina           | 0     | 1      | 5    | 6     |
| 6.      | Japonia           | 0     | 0      | 2    | 2     |
| 6.      | Stany Zjednoczone | 0     | 0      | 2    | 2     |
| Razem   | Razem             | 9     | 9      | 9    | 27    |